# Mistrzostwa Świata w Boksie 2003 – waga półśrednia mężczyzn
Waga półśrednia mężczyzn to jedna z jedenastu męskich konkurencji bokserskich rozgrywanych podczas Mistrzostw Świata w Boksie 2003. Pojedynki w tej kategorii wagowej były toczone w dniach od 6 lipca do 12 lipca w Bangkoku.

## Medaliści
| Złoty medal    | Srebrny medal   | Brązowy medal              |
| -------------- | --------------- | -------------------------- |
| Lorenzo Aragón | Sherzod Husanov | Andre Berto Ruslan Xeyirov |

## Terminarz
| Data          |              |
| ------------- | ------------ |
| 10 lipca 2003 | Ćwierćfinały |
| 11 lipca 2003 | Półfinały    |
| 12 lipca 2003 | Finał        |

## Drabinka turniejowa

### Faza finałowa
|  | Ćwierćfinały     | Ćwierćfinały     | Ćwierćfinały |  |  | Półfinały       | Półfinały       | Półfinały       |   |                | Finał          | Finał | Finał |
|  |                  |                  |              |  |  |                 |                 |                 |   |                |                |       |       |
|  | Andre Berto      | Andre Berto      | 24           |  |  |                 |                 |                 |   |                |                |       |       |
|  | Darren Barker    | Darren Barker    | 22           |  |  | Andre Berto     | Andre Berto     | 15              |   |                |                |       |       |
|  | Lorenzo Aragón   | Lorenzo Aragón   | RSC-2        |  |  | Lorenzo Aragón  | Lorenzo Aragón  | 25              |   |                |                |       |       |
|  | Non Boonjumnong  | Non Boonjumnong  |              |  |  |                 |                 |                 |   | Lorenzo Aragón | Lorenzo Aragón | 17    |       |
|  | Ruslan Xeyirov   | Ruslan Xeyirov   | 18           |  |  |                 | Sherzod Husanov | Sherzod Husanov | 9 |                |                |       |       |
|  | Andriej Miszyn   | Andriej Miszyn   | 11           |  |  | Ruslan Xeyirov  | Ruslan Xeyirov  | 6               |   |                |                |       |       |
|  | Baktijar Artajew | Baktijar Artajew | 14           |  |  | Sherzod Husanov | Sherzod Husanov | 29              |   |                |                |       |       |
|  | Sherzod Husanov  | Sherzod Husanov  | 18           |  |  |                 |                 |                 |   |                |                |       |       |
|  |                  |                  |              |  |  |                 |                 |                 |   |                |                |       |       |
|  |                  |                  |              |  |  |                 |                 |                 |   |                |                |       |       |